# Who Do We Think We Are
Who Do We Think We Are sedmi je studijski album britanskog hard rock sastava Deep Purple, kojeg u Americi 1973. godine objavljuje diskografska kuća 'Warner Bros.', a u Velikoj Britaniji  'EMI/Purple'. Ovo je četvrti i posljednji album kojeg izdaju u postavi Mark II (do njihovog ponovnog okupljanja 1984. godine, kada objavljuju album Perfect Strangers). Snimanje materijala rađeno je u Rimu (srpanj 1972.) i Frankfurtu (listopad 1972.), koristeći 'Rolling Stones Mobile Studio'.
Premda je skladba "Woman from Tokyo", bila njihov veliki hit singl, album nije uspio dostići uspješnost prethodna tri studijska i jednog uživo albuma. Razlog tome su velike nesuglasice u sastavu koje su kulminirale u to vrijeme. Album je dostigao #4 na britanskim i #25 na američki Top ljestvicama ali također nije zabilježio prodaju prijašnjih albuma. Ipak bez obzira na to, Deep Purple su najbolji izvođači koji se prodaju u Sjedinjenim Državama 1973. godine (kao i Machine Head i Made in Japan).
Skladba "Woman from Tokyo" snimljena je u srpnju 1972. godine, tijekom njihovog prvog boravka na turneji po Japanu. "Mary Long" i "Rat Bat Blue" imaju klasični Deep Purple zvuk, iako su također slične stilu Ritchiea Blackmorea i njegovog sastava Rainbow. Skladba "Place in Line" snimljena je više u blues raspoloženju i podsjeća na njihov raniji veliki hit "Child in Time.
Digitalno obrađena verzija LP-a, objavljena je 2000. godine s bonus skladbama. "First Day Jam" je poduža instrumentalna izvedba Blackmorea (na basu), Lorda i Paicea. Glover (standardni basista) kasnio je na snimanje radi gužve u prometu.
Ian Gillan nakon objavljivanja albuma napušta sastav, navodeći za razlog unutarnje nesuglasice u sastavu i posebno njegovo neslaganje s Blackmoreom. Međutim 1984. godine kada se postava MKII nanovo okuplja i snima album Perfect Strangers, tom činu daje potpunu podršku.

## Popis pjesama
Sve pjesme napisali su Ritchie Blackmore, Ian Gillan, Roger Glover, Jon Lord i Ian Paice.
1. "Woman from Tokyo" – 5:48
2. "Mary Long" – 4:23
3. "Super Trouper" – 2:54
4. "Smooth Dancer" – 4:08
5. "Rat Bat Blue" – 5:23
6. "Place in Line" – 6:29
7. "Our Lady"  – 5:12

### Digitalno izdanje s bonus pjesmama
1. "Woman from Tokyo" ('99 remiks) – 6:37
2. "Woman from Tokyo" – 1:24
3. "Painted Horse" – 5:19
4. "Our Lady" ('99 Remiks) – 6:05
5. "Rat Bat Blue" – 0:57
6. "Rat Bat Blue" ('99 Remiks) – 5:49
7. "First Day Jam" (instrumental) – 11:31

## Izvođači
- Ritchie Blackmore - gitara
- Ian Gillan - vokal, usna harmonika
- Roger Glover - bas-gitara
- Jon Lord - pianino, orgulje, klavijature
- Ian Paice - bubnjevi

### Additional personnel
- Producent - Deep Purple
- Projekcija – Martin Birch
- Rolling Stones Mobile studio: Jeremy Gee & Nick Watterton
- Oprema – Ian Hansford, Rob Cooksey, Colin Hart, Ron Quinton
- Dizajn omota – Roger Glover & John Coletta
- Miks originalnog albuma - Ian Paice and Roger Glover
- Remiks bonus skladbi - Peter Denenberg, Roger Glover
- Remastered i mastered - Peter Mew

## Vanjske povenice
- Discogs.com -Deep Purple  - Who Do We Think We Are